# BC Dubai
Dubai Basketball, poznat i kao BC Dubai, košarkaški je klub iz Dubaija osnovan 2024. godine. Od sezone 2024./25. natječe se u ABA ligi.

## Povijest
Glasine o pridruživanju momčadi iz Dubaija Euroligi počele su 2022., a razgovori su potvrđeni u siječnju 2024. godine. Dana 19. ožujka 2024., ABA liga službeno je objavila da će se BC Dubai pridružiti ligi za sljedeće tri sezone, počevši od 2024. godine. Timovi iz lige navodno dobivaju 2,5 milijuna eura godišnje od Dubaija, koji također plaća sve putne troškove. Jurica Golemac potpisan je kao prvi glavni trener momčadi, dok je Nate Mason bio prvi službeno potpisani igrač za momčad. Kasnije tijekom ljeta, BC Dubai je najavio da će Coca-Cola Arena sa 17 000 sjedala služiti kao domaća arena za momčad.
U svojoj prvoj ABA utakmici, 22. rujna 2024., Dubai je kod kuće pobijedio KK Crvenu zvezdu Beograd.